# تويوتا تاكوما
تويوتا تاكوما (بالإنجليزية: Toyota_Tacoma)‏ هي إحدى طرازات شركة تويوتا للسيارات.
كان طراز تاكوما بالأساس هو طراز هايلوكس وتم تعديله وإعادة تسميته إلى تاكوما وهو مخصص لأمريكا الشمالية. كان الجيل الأول منها من فئة سيارات النقل الصغيرة حتى عام 2004م وبإصدار الجيل الثاني عام 2005م أصبحت تنتمي لفئة سيارات النقل المتوسطة، وقد لاقت السيارة نجاحاً واسعاً بالولايات المتحدة خصوصاً بالأعوام الأخيرة.

## الجيل الأول (1995-2004)
تم تقديم تويوتا تاكوما في الولايات المتحدة في فبراير 1995 كبديل لسيارة هيلوكس ، والتي تم تسويقها قبل ذلك في الولايات المتحدة تحت اسم تويوتا بيك أب. تم تصميم تويوتا تاكوما بشكل يعطي أولوية أكبر لجودة الركوب والقيادة والراحة والسلامة مع الحفاظ على الصلابة وسعة التحميل. يهدف التصميم إلى تلبية احتياجات سوق شاحنات النقل الصغيرة «البيك أب» في الولايات المتحدة وكندا، حيث تُستخدم شاحنات البيك أب كسيارات شخصية، خاصةً الموديلات الصغيرة والمتوسطة الحجم.
بعد إطلاق الجيل الخامس من سيارات تويوتا بيك أب في أواخر عام 1988، بدأ بعد ذلك تطوير تويوتا تاكوما في عام 1989. تم تنفيذ أعمال التصميم في شركة (Calty Design Research) في كاليفورنيا بدايةً من عام 1990 وحتى عام 1992 ، حيث قام كيفن هنتر بعمل التصميم الخارجي للسيارة، بعد ذلك تم تثبيت التصميم النهائي في عام 1992، وتم تسجيل براءات الاختراع للتصميم في اليابان في أبريل 1993، بينما تم التسجيل في الولايات المتحدة في 28 أكتوبر 1993.
تم توفير ثلاثة محركات لتويوتا تاكوما:
- 2.4 لتر رباعي الأسطوانات بقوة 142 حصان (106 كيلوواط) وعزم دوران 160 رطل قدم (217 نيوتن متر)
- 2.7 لتر من أربع أسطوانات بقوة 150 حصان (112 كيلو واط) و 177 رطل قدم (240 نيوتن متر) من عزم الدوران
- 3.4 لتر V6 بقوة 190 حصان (142 كيلو واط) وعزم دوران 220 رطل قدم (298 نيوتن متر)

في سيارات الدفع الثنائي أو الدفع الأمامي؛ قطعت كل 2.4 لتر مسافة تقدر بـ 26 ميلًا لكل جالون أمريكي (9.0 لتر / 100 كم ؛ 31 ميلا في الغالون)، بينما في سيارات الدفع الرباعي؛ قطعت كل 2.7 لتر مسافة 20 ميلًا لكل جالون أمريكي (12 لترًا / 100 كم ؛ 24 ميلا في الغالون).

## الجيل الثاني (2004-2015)
بدأت تويوتا في تطوير الجيل الثاني من تاكوما في عام 2000 تحت إشراف كبير المهندسين شيكو كوبوتا. وتم إسناد أعمال التطوير لشركة هينو اليابانية، حيث فاز المهندسان هاتوري و كاريكومي بمسابقة التصميم المقامة في عام 2001. بعد ذلك تم تثبيت التصميم النهائي في عام 2002، وتم تسجيل براءات الاختراع في 3 يوليو 2003.
بدأ بناء النماذج الأولية للتصميم الجديد في نهايات عام 2003، واستمر التطوير حتى الربع الثاني من العام 2004. 

## الجيل الثالث (2015)
الجيل الثالث من تاكوما تم إصداره في عام 2015. يتوفر هذا الجيل في تصميمين مختلفين للكابينة وبمحركين مختلفين للبنزين وطولين مختلفين لمنطقة التحميل الخلفي، وعجلات دفع خلفي أو دفع رباعي وخمسة إصدارات مختلفة من المعدات الداخلية. في فبراير 2019 ، قدمت تويوتا نسخة معدلة من تاكوما في معرض شيكاغو للسيارات.